# 奥崎謙三
奥崎 謙三（おくざき けんぞう、1920年2月1日 - 2005年6月16日）は、日本の元陸軍軍人（最終階級は上等兵）、バッテリー商、著述家、俳優、アナーキスト。昭和天皇パチンコ狙撃事件の犯人として知られる人物。他にも不動産業者刺殺事件や皇室ポルノビラ事件、元上官長男への殺人未遂事件を起こして度々服役した。またドキュメンタリー映画『ゆきゆきて、神軍』に出演していた。自らを「神軍平等兵」と称していた。

## 人物・生涯

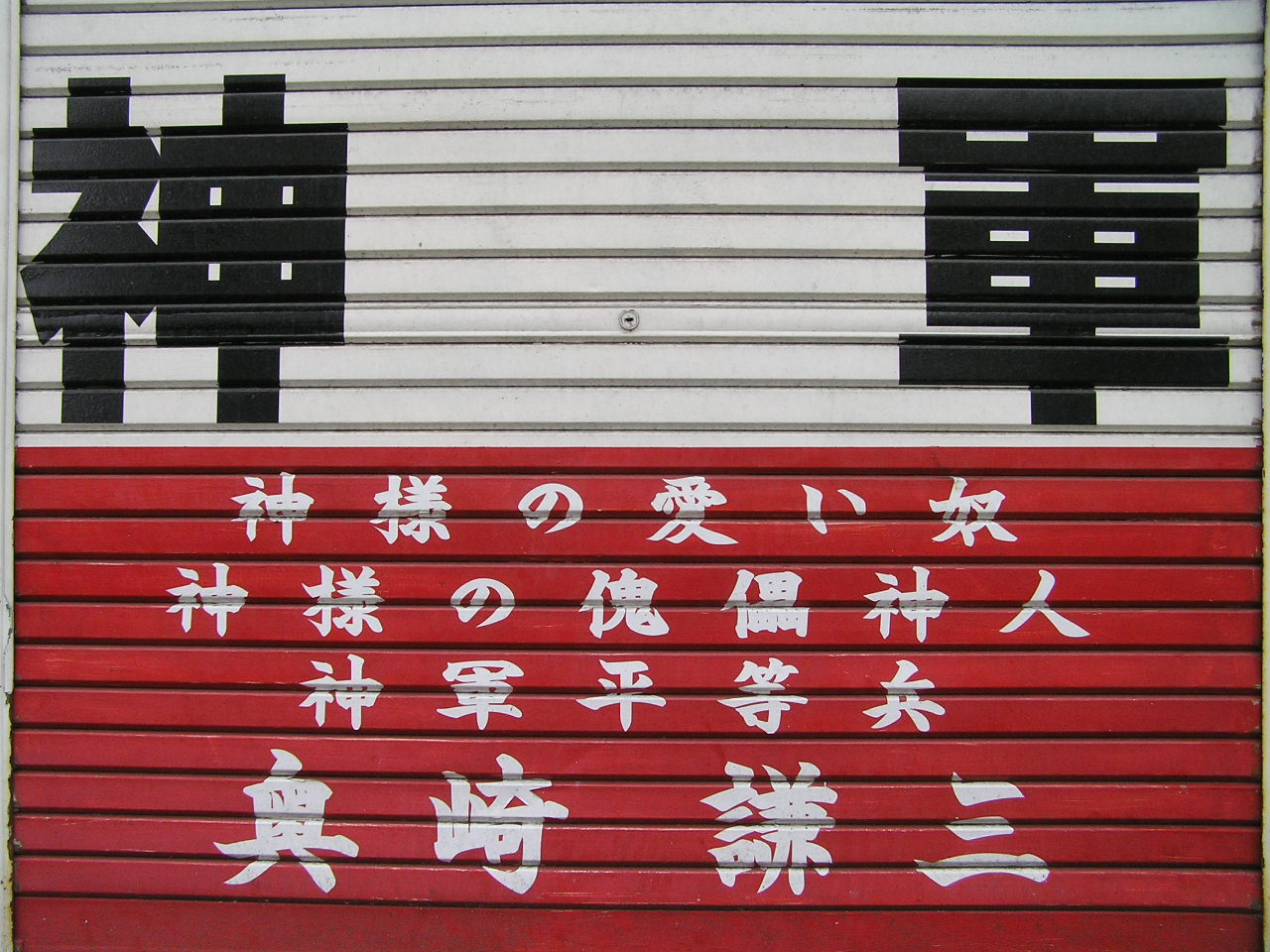
奥崎謙三邸（神戸市兵庫区、現存せず）

1920年、兵庫県明石市大蔵町6丁目で生まれる。本籍地は兵庫県三木市口吉川町槙。小学校を卒業後は木綿問屋の丁稚奉公に出た。
1940年、徴兵検査に甲種合格。1941年3月に岡山連隊に入営（陸軍二等兵）し、後に九江の工兵隊へ転属。1943年1月、独立工兵第36連隊に配属され、4月に当時激戦地だった東部ニューギニア（ニューギニアの戦い）に派遣される。部隊は敗走を重ねながら飢えとマラリアに苦しみ、千数百名のうち生き残ったのはわずか30数名だった。奥崎は敗走の前からたびたび上官に暴行を働いて食料を奪っていたが、そのことが知れると上官の恥になるため露見しなかったという。また、奥崎は、この敗走の過程で右手と右足に敵の銃弾を受けた結果、右手の小指を失っている。最終階級は上等兵。1944年7月18日、西部ニューギニアのデンタにて連合軍の食料を盗んでいたところを「米兵よ、自分を撃て」の意で"GI, Come gun!"と叫び、投降。豪州軍の捕虜となる。捕虜番号148715。ヘイの第8捕虜収容所にて病院のコックをしていた。1946年3月に復員。豪州当局は引揚船に生鮮野菜や肉類を大量に積み込んだものの、船内の給食は極めて悪く、船員が復員者の食料を横領しているのだとのうわさが流れた。奥崎は噂を確かめるべく単身で船長室に乗り込み、船長に執拗な暴行を加え、腹部に携行した理髪用のハサミで刺した。しかし、被害者であるはずの船長が横領事件の発覚を恐れ、奥崎に「事件を内聞で済ませてもらいたい」と申し出たため、このときも刑罰を受けることはなかった。それ以降、引揚船では食べきれないほどの食料が出るようになり、それまで目立たぬ存在であった奥崎はたちまち船内の英雄となる。
1947年3月、三木市の共和製作所に就職。同年5月に製作所の寮母の石地シズミと結婚。1951年、神戸市兵庫区にサン電池工業所を開業し、バッテリー商・中古車販売・自動車修理を営む。1956年、店舗の賃貸借をめぐる金銭トラブルから不動産業者を刺殺し、傷害致死罪で懲役10年の刑に服する。
1969年、皇居の一般参賀で昭和天皇にパチンコ玉を発射し（次節参照）、暴行罪で懲役1年6か月の刑に服する。
1974年、残留日本兵救出の目的でグアムを訪問。1976年、『宇宙人の聖書!?』を自費出版。その宣伝のため、銀座、渋谷、新宿の歩行者天国で、ポルノ写真に天皇一家の顔写真をコラージュしたビラ約3,000枚をまいた（皇室ポルノビラ事件）。全国指名手配された直後、独立工兵36連隊の生き残りの元軍曹宅を訪れたところを埼玉県警察のパトカーに発見され、深谷警察署により逮捕、猥褻図画頒布で懲役1年2か月の刑に服する。
1977年、獄中から参院選全国区に出馬し、神軍新聞を発行した。1980年、ふたたび参院選全国区に立候補。2度にわたり選挙広告の掲載を拒否した朝日新聞社社長・渡辺誠毅の襲撃を計画するが、年末、偶然テレビで当時の自民党最大派閥「木曜クラブ」の忘年会のニュースを観たことから、「天皇に通ずる社会の悪因」として、目標を田中角栄に変更。1981年、『田中角栄を殺すために記す』を自費出版。田中に対する殺人予備罪で書類送検されるが不起訴となった。その後は、自家用車2台（トヨタ・マークII・ダイハツ・ハイゼット）を使用し、街宣活動・自著の宣伝を行っていた。
1982年から記録映画『ゆきゆきて、神軍』の撮影が始まる。1983年3月、原一男監督らと西ニューギニアでロケを敢行。同年9月にはパプアニューギニアへ単独で慰霊におもむく。同年12月に行われた衆院選で当時の兵庫1区から立候補。終戦直後に独立工兵隊第36連隊内で「戦病死」した兵士の死の真相を追ううち、元中隊長ほか3名の殺害を決意する。元中隊長宅を訪れた際、応対に出た長男に改造拳銃を発砲し、殺人未遂罪等で懲役12年の刑に服する。広島拘置所に収監中だった1986年9月、妻を亡くす。刑の確定後、熊本刑務所を経て1993年6月、城野医療刑務所に移監。1997年8月、府中刑務所より満期出所。1998年、映画『神様の愛い奴』に主演。2005年、死去。入院していた神戸市内の病院で、死去寸前まで「馬鹿野郎」と周りに喚き散らしていたと報道されていた。しかし、奥崎の支援者によると、入院中に「みんな、良うしてくれます。」と漏らしていたという。
奥崎の死後、程なくして自宅は解体され、現在は駐車場となっている。
原一男によると、奥崎とシズミ、奥崎の母親の眠る墓（神戸市追谷墓園内）も撤去され、跡地は更地となっている。

## 昭和天皇パチンコ狙撃事件
1969年1月2日、皇居で6年ぶりにおこなわれた一般参賀で、奥崎は昭和天皇に向かってパチンコ玉を発射した。昭和天皇がバルコニーにいたところ、奥崎が15メートル先から手製のゴムパチンコでパチンコ玉3個を発射。さらに、「ヤマザキ、天皇をピストルで撃て!」と声を挙げ、パチンコ玉をもう1個放った。玉はいずれも昭和天皇の足元付近、バルコニーのすそかくしに当っただけだった。奥崎は私服警官にその場で逮捕された。公判では、性器を露出して検事に小便をかけ、判事に唾を吐きかけた。結局、暴行罪で懲役1年6か月の判決を受けた。当時はバルコニーに防弾ガラスが入っていなかったが、この事件を機に入れるようになった。

## 著書
- 『ヤマザキ、天皇を撃て！』三一書房 1972年9月30日 新泉社 1987年8月 ISBN 4787787187
- 『宇宙人の聖書!? 天皇ヒロヒトにパチンコを撃った犯人の思想・行動・予言』サン書店 1976年3月全国書誌番号:82021629
- 『不敬列伝』沢木耕太郎 1976年 新潮文庫『人の砂漠』収載 1980年 ISBN 978-4-10-123501-1
- 『田中角栄を殺すために記す 人類を啓蒙する手段として』サン書店（発行)・有文社(発売) 1981年8月全国書誌番号:21441190
- 『殺人論 国家・権力者・法律の犠牲者に捧げる殺人犯の贈物』サン書店 1983年12月
- 『ゆきゆきて神軍の思想』新泉社 1987年8月 ISBN 4787787179
- 『非国民奥崎謙三は訴える!!! ゆきゆきて神軍の凱歌』新泉社 1988年8月 ISBN 4787788140
- 『奥崎謙三服役囚考 あいまいでない、宇宙の私』新泉社 1995年7月 ISBN 4787795147

## 出演作品
- 『ゆきゆきて、神軍』（1987年、原一男監督、疾走プロダクション）
- 『神様の愛い奴』（1998年、大宮イチ・藤原章監督）
- 『亜人間 奥崎謙三』（2017年、原一男監督)